# Literaturjahr 1761
Liste der Literaturjahre

◄◄ | ◄ | 1758 | 1759 | 1760 | Literaturjahr 1761 | 1762 | 1763 | 1764 | 1765 | ► | ►►

Weitere Ereignisse
Dieser Artikel behandelt das Literaturjahr 1761.

## Ereignisse

### Prosa
Der Briefroman Briefe zweier Liebender aus einer kleinen Stadt am Fuße der Alpen von Jean-Jacques Rousseau erscheint. Das Buch, das später unter dem Namen Julie oder Die neue Heloise besser bekannt wird, wird zu einem der größten belletristischen Erfolge des 18. Jahrhunderts und erlebt bis zu dessen Ende mindestens 70 Auflagen. Wegen seiner sozialkritischen Inhalte wird das Buch von der Kirche auf den Index Librorum Prohibitorum gesetzt.
- Der dänische Diplomat Rochus Friedrich zu Lynar veröffentlicht die für die moralische Erbauung seiner Bediensteten gedachte Geschichtensammlung Der Sonderling, die auch drei Erzählungen enthält, die gemeinhin dem „Lügenbaron“ Hieronymus Carl Friedrich von Münchhausen zugerechnet werden.
- In London erscheinen Band 3 und 4 des neunbändigen Romans The Life and Opinions of Tristram Shandy, Gentleman von Laurence Sterne.
- Denis Diderot beginnt mit der Arbeit an Le Neveu de Rameau.
- Die englische Schriftstellerin Sarah Fielding veröffentlicht den Roman The History of Ophelia. Im gleichen Jahr erscheint die deutsche Übersetzung ihres Romans The History of the Countess of Dellwyn, Geschichte der Gräfin von Dellwyn, deren Urheberschaft jedoch ihrem Bruder Henry zugeschrieben wird.

### Drama
- Carlo Goldoni verfasst in Venetischem Dialekt die Komödie Le baruffe chiozzotte (Viel Lärm in Chiozza).
- Die vor 1734 entstandene Komödie L’Échange von Voltaire erlebt in Paris ihre Uraufführung und erscheint in Buchform.

### Wissenschaftliche Werke

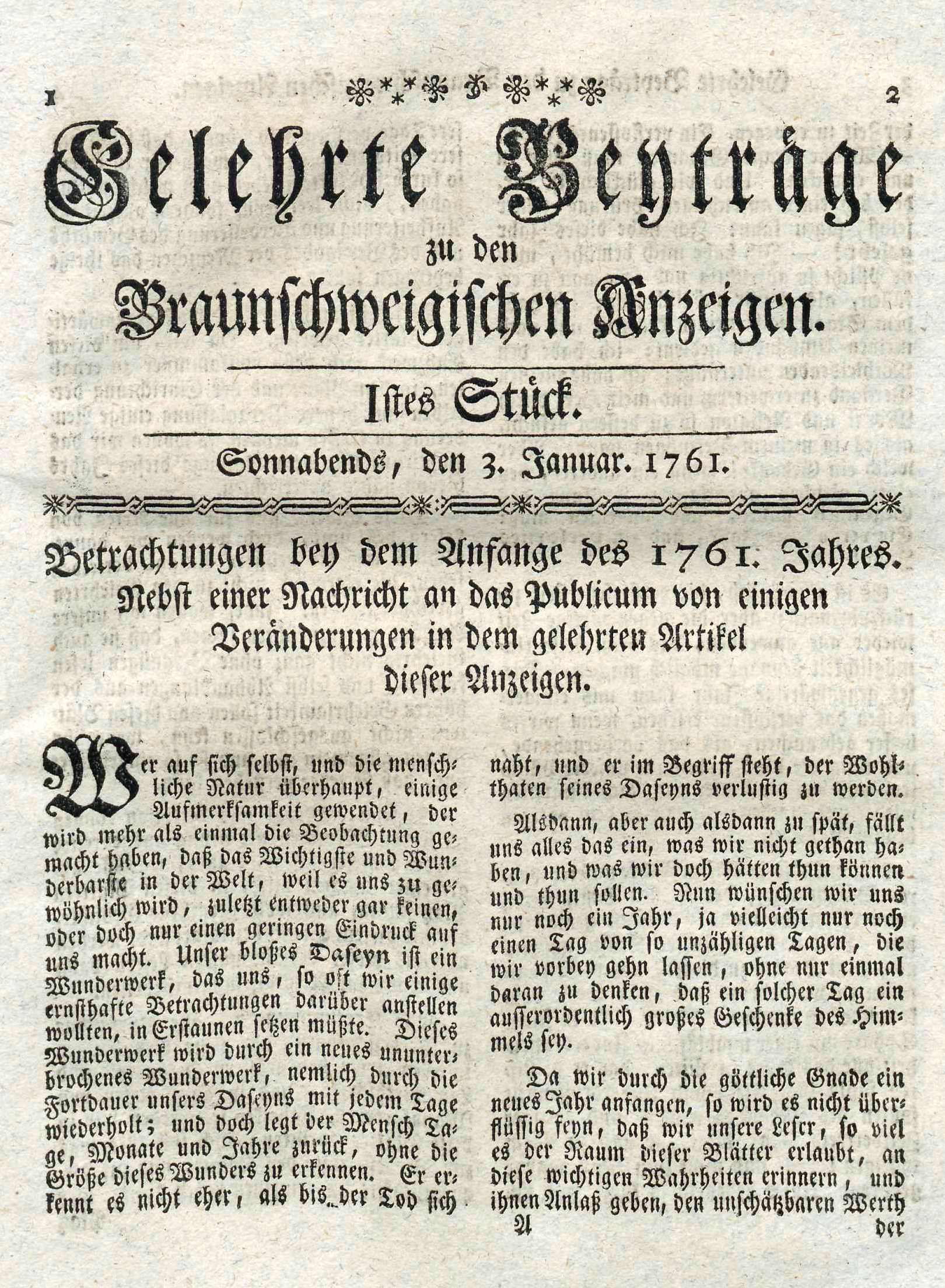
Titelblatt der Erstausgabe der Gelehrten Beyträge

- 3. Januar: Die Gelehrten Beyträge zu den Braunschweigischen Anzeigen, ursprünglich fester Bestandteil der erstmals am 1745 erschienenen Zeitung Braunschweigische Anzeigen, werden von den „Anzeigen“ abgetrennt und von da an separat veröffentlicht. Erster Herausgeber dieser wissenschaftlichen Aufsätze ist Justus Friedrich Wilhelm Zachariae.
- Der Astronom Georg Christoph Silberschlag veröffentlicht am 13. Juni seine Erkenntnisse aus dem Venustransit vom 6. Juni und seine These über die Atmosphäre der Venus in der  Magdeburgischen Privilegierten Zeitung und stellt bei dieser Gelegenheit auch Theorien über Leben auf der Venus auf.

- Im Alter von 80 Jahren veröffentlicht der venezianische Mediziner und Anatom Giovanni Battista Morgagni, Professor an der Universität Padua, sein Hauptwerk, die fünf Bücher De sedibus et causis morborum per anatomen indagatis (Über den Sitz und die Ursachen der Krankheiten, aufgespürt durch die Anatomie) und begründet damit die moderne Pathologie.
- Der Aufsatz Essai de Chymie Méchanique von Georges-Louis Le Sage, in der die Le-Sage-Gravitation ausführlich beschrieben wird, wird erstmals veröffentlicht.

### Übersetzungen
- In Leipzig erscheint bei Weidmann die Übersetzung von Charlotte Lennox’ drittem Roman Henrietta unter dem Titel Henriette.

## Geboren
- 26. Januar: Jens Zetlitz, norwegischer Lyriker († 1821)
- 8. März: Jan Graf Potocki, polnischer Romancier, Historiker und Ethnologe († 1815)
- 11. März: Friedrich Vieweg, deutscher Verleger, Gründer des Vieweg Verlags († 1835)

- 3. Mai: August von Kotzebue, deutscher Dramatiker und Schriftsteller († 1819)
- 25. Juli: Charlotte von Kalb, deutsche Schriftstellerin († 1843)
- 21. September: Matthias Conrad Peterson, norwegischer Journalist († 1833)

- 2. Oktober: Karl Friedrich Reinhard, französischer Diplomat, Staatsmann und Schriftsteller († 1837)
- 1. November: Angelo Anelli, italienischer Librettist und Schriftsteller († 1820)

## Gestorben
- 19. März: Johann Rudolf Gruner, Schweizer Pfarrer, Sammler und Chronist (* 1680)
- 4. Juli: Samuel Richardson, britischer Schriftsteller (* 1689)
- 3. August: Johann Matthias Gesner, bayrischer Pädagoge, klassischer Philologe und Bibliothekar (* 1691)
- 8. September: Charlotte Elisabeth Nebel, deutsche Kirchenlieddichterin und Erbauungsschriftstellerin (* 1727)